# Conor Trainor
Pour les articles homonymes, voir Trainor.

a Compétitions nationales et continentales officielles uniquement.

b Matchs officiels uniquement.
Dernière mise à jour le 22 mars 2025.
Conor Trainor, né le 5 décembre 1989 à Vancouver (Canada), est un joueur international canadien de rugby à XV et international de rugby à sept. Il évolue aux postes de centre ou d'ailier (1,88 m pour 95 kg).

## Biographie
Conor Trainor obtient sa première cape internationale le 8 juin 2011 à l'occasion d'un match contre l'équipe de Russie à Esher (Angleterre).
En juillet 2016, il s'engage avec le club professionnel français du RC Vannes, alors promu en Pro D2. Il fait ses débuts le 28 août face à l'US Montauban contre qui il inscrit un essai. Pour sa première saison professionnel en rugby à XV, Conor Trainor devient un cadre de l'équipe bretonne. 
En avril 2017, le président de l'USON Nevers annonce le recrutement du centre canadien pour la saison suivante.
Il quitte le club en janvier 2020 et décide de rentrer au Canada afin de faire son retour avec la sélection à sept dans le but de participer aux Jeux olympiques de Tokyo. Il prend sa retraite sportive après la compétition olympique.

## Palmarès
- Finaliste de la Churchill Cup en 2011 avec l'équipe du Canada.

## Statistiques en équipe nationale
- 36 sélections (23 fois titulaire, 13 fois remplaçant)
- 40 points (8 essais)
- Sélections par année : 5 en 2011, 2 en 2012, 3 en 2013, 3 en 2014, 9 en 2015, 3 en 2016, 4 en 2017, 3 en 2018, 4 en 2019

En Coupe du monde : 
- 2011 : 4 sélections (Tonga, France, Japon, Nouvelle-Zélande)
- 2015 : 4 sélections (Irlande, Italie, France, Roumanie)
- 2019 : 2 sélections (Nouvelle-Zélande, Afrique du Sud)